# كريستوفر غونزاليس
كريستوفر غونزاليس (بالإنجليزية: Christopher González)‏ هو نحات جامايكي، ولد في 1943، وتوفي في 2 أغسطس 2008 بسبب سرطان.